# Pterostichus algidus
Pterostichus algidus är en skalbaggsart som beskrevs av Leconte 1852. Pterostichus algidus ingår i släktet Pterostichus och familjen jordlöpare. Inga underarter finns listade i Catalogue of Life.